# Девети сазив Народне скупштине Републике Србије
Девети сазив Народне Скупштине Републике Србије конституисан је 31. маја 2012..
Народни посланици су у овај сазив изабрани парламентарним изборима 6. маја 2012. године.
До избора председника Народне Скупштине, њом је као најстарији посланик председавао Захарије Трнавчевић. За председника Народне Скупштине 23. јула изабран је Небојша Стефановић (Српска напредна странка). За потпредседнике су изабрани Гордана Чомић (ДС), Константин Арсеновић (ПУПС), Ненад Поповић (ДСС), Весна Ковач (УРС) и Жарко Кораћ (СДУ). Генерални секретар је Јана Љубичић из СНС-а.
Скупштинску већину чине Покренимо Србију, СПС-ПУПС-ЈС, УРС, СДПС, СДА Санџака и Богата Србија. Редовно им се прикључује Народна партија, а понекад и Демократска странка Србије и Савез војвођанских Мађара. Влада је формирана 27. јула 2012. године, њен председник је Ивица Дачић, председник СПС-а. Председик Народне скупштине је Небојша Стефановић из СНС-а изабран 23. јула 2012, до тада је председавајући био Захарије Трнавчевић као најстарији народни посланик.
| Српска напредна странка Председник: Верољуб Арсић Заменик председника: Зоран Бабић                                      | 65 | Српска напредна странка (СНС)                | 58 | Владајућа коалиција (142) |                 |
| Српска напредна странка Председник: Верољуб Арсић Заменик председника: Зоран Бабић                                      | 65 | Покрет снага Србије                          | 2  | Владајућа коалиција (142) |                 |
| Српска напредна странка Председник: Верољуб Арсић Заменик председника: Зоран Бабић                                      | 65 | Покрет социјалиста                           | 1  | Владајућа коалиција (142) |                 |
| Српска напредна странка Председник: Верољуб Арсић Заменик председника: Зоран Бабић                                      | 65 | Бошњачка народна странка                     | 1  | Владајућа коалиција (142) |                 |
| Српска напредна странка Председник: Верољуб Арсић Заменик председника: Зоран Бабић                                      | 65 | Народна сељачка странка                      | 1  | Владајућа коалиција (142) |                 |
| Српска напредна странка Председник: Верољуб Арсић Заменик председника: Зоран Бабић                                      | 65 | Ромска партија                               | 1  | Владајућа коалиција (142) |                 |
| Српска напредна странка Председник: Верољуб Арсић Заменик председника: Зоран Бабић                                      | 65 | Демократска партија Македонаца               | 1  | Владајућа коалиција (142) |                 |
| Социјалистичка партија Србије Председник: Бранко Ружић Заменик председника: Ђорђе Милићевић                             | 25 | Социјалистичка партија Србије (СПС)          | 24 | Владајућа коалиција (142) |                 |
| Социјалистичка партија Србије Председник: Бранко Ружић Заменик председника: Ђорђе Милићевић                             | 25 | Покрет ветерана Србије                       | 1  | Владајућа коалиција (142) |                 |
| Уједињени региони Србије Председник: Владимир Илић Заменик председника: Славица Савељић                                 | 16 | Г17 плус                                     | 10 | Владајућа коалиција (142) |                 |
| Уједињени региони Србије Председник: Владимир Илић Заменик председника: Славица Савељић                                 | 16 | Заједно за Шумадију                          | 2  | Владајућа коалиција (142) |                 |
| Уједињени региони Србије Председник: Владимир Илић Заменик председника: Славица Савељић                                 | 16 | Покрет Живим за Крајину                      | 1  | Владајућа коалиција (142) |                 |
| Уједињени региони Србије Председник: Владимир Илић Заменик председника: Славица Савељић                                 | 16 | Коалиција за Пирот                           | 1  | Владајућа коалиција (142) |                 |
| Уједињени региони Србије Председник: Владимир Илић Заменик председника: Славица Савељић                                 | 16 | народни посланик Ненад Китановић             | 1  | Владајућа коалиција (142) |                 |
| Партија уједињених пензионера Србије Председник: Милан Кркобабић Заменик председника: Милорад Стошић                    | 12 | Партија уједињених пензионера Србије (ПУПС)  | 12 | Владајућа коалиција (142) |                 |
| Социјалдемократска партија Србије Председник: Милорад Мијатовић Заменик председника: Весна Милекић                      | 9  | Социјалдемократска партија Србије (СДПС)     | 9  | Владајућа коалиција (142) |                 |
| Нова Србија Председник: Мирослав Мркићевић Заменик председника: Дубравка Филиповски                                     | 8  | Нова Србија (НС)                             | 8  | Владајућа коалиција (142) |                 |
| Јединствена Србија Председник: Драган Марковић - Палма Заменик председника: Петар Петровић                              | 7  | Јединствена Србија (ЈС)                      | 7  | Владајућа коалиција (142) |                 |
| Демократска странка Председник: Борислав Стефановић Заменик председника: Јанко Веселиновић                              | 44 | Демократска странка (ДС)                     | 42 | Опозиција (108)           | Опозиција (108) |
| Демократска странка Председник: Борислав Стефановић Заменик председника: Јанко Веселиновић                              | 44 | Зелени Србије (ЗС)                           | 1  | Опозиција (108)           | Опозиција (108) |
| Демократска странка Председник: Борислав Стефановић Заменик председника: Јанко Веселиновић                              | 44 | Демократски савез Хрвата у Војводини         | 1  | Опозиција (108)           | Опозиција (108) |
| Демократска странка Србије - Војислав Коштуница Председник: Слободан Самарџић Заменик председника: Јован Палалић        | 21 | Демократска странка Србије (ДСС)             | 21 | Опозиција (108)           | Опозиција (108) |
| Либерално-демократска партија - Социјалдемократска унија Председник: Чедомир Јовановић Заменик председника: Ненад Милић | 13 | Либерално демократска партија (ЛДП)          | 11 | Опозиција (108)           | Опозиција (108) |
| Либерално-демократска партија - Социјалдемократска унија Председник: Чедомир Јовановић Заменик председника: Ненад Милић | 13 | Социјалдемократска унија (СДУ)               | 1  | Опозиција (108)           | Опозиција (108) |
| Либерално-демократска партија - Социјалдемократска унија Председник: Чедомир Јовановић Заменик председника: Ненад Милић | 13 | Асоцијација слободних и независних синдиката | 1  | Опозиција (108)           | Опозиција (108) |
| Заједно за Србију Председник: Душан Петровић Заменик председника: Сања Чековић                                          | 6  | самостални посланици бивши чланови ДС-а      | 5  | Опозиција (108)           | Опозиција (108) |
| Заједно за Србију Председник: Душан Петровић Заменик председника: Сања Чековић                                          | 6  | Изворни СПО                                  | 1  | Опозиција (108)           | Опозиција (108) |
| Савез војвођанских Мађара Председник: Балинт Пастор Заменик председника: Ласло Варга                                    | 5  | Савез војвођанских Мађара (СВМ)              | 5  | Опозиција (108)           | Опозиција (108) |
| Лига социјалдемократа Војводине Председник: Бојан Костреш Заменик председника: Ђорђе Стојшић                            | 5  | Лига социјалдемократа Војводине (ЛСВ)        | 5  | Опозиција (108)           | Опозиција (108) |
| СПО - ДХСС Председник: Александар Југовић Заменик председника: Олгица Батић                                             | 5  | Српски покрет обнове (СПО)                   | 4  | Опозиција (108)           | Опозиција (108) |
| СПО - ДХСС Председник: Александар Југовић Заменик председника: Олгица Батић                                             | 5  | Демохришћанска странка Србије (ДХСС)         | 1  | Опозиција (108)           | Опозиција (108) |
| Народни посланик Риза Халими                                                                                            | 1  | Коалиција Албанаца Прешевске долине          | 1  | Опозиција (108)           | Опозиција (108) |
| Народни посланик Борислав Пелевић                                                                                       | 1  | Независни политичар                          | 1  | Опозиција (108)           | Опозиција (108) |
| Народни посланик Бајро Гегић                                                                                            | 1  | Странка демократске акције Санџака           | 1  | Опозиција (108)           | Опозиција (108) |
| Народни посланик Енис Имамовић                                                                                          | 1  | Странка демократске акције Санџака           | 1  | Опозиција (108)           | Опозиција (108) |
| Народни посланик Елмир Елфић                                                                                            | 1  | Бошњачка демократска заједница               | 1  | Опозиција (108)           | Опозиција (108) |
| Народни посланик Захарије Трнавчевић                                                                                    | 1  | Богата Србија                                | 1  | Опозиција (108)           | Опозиција (108) |
| Народни посланик Никола Тулимировић                                                                                     | 1  | Ниједан од понуђених одговора                | 1  | Опозиција (108)           | Опозиција (108) |
| Народни посланик Сања Јефтовић Бранковић                                                                                | 1  | Независни политичар                          | 1  | Опозиција (108)           | Опозиција (108) |

После одлуке председништава СНС-а и СПС-а, одлучено је да се сазив скупштине и влада распусте зарад „провере воље народа” и „добијања политичког легитимитета”, те је најављено да ће Ивица Дачић вратити мандат председнику Србије, Томиславу Николићу и затражити расписивање ванредних параментарних избора.
Он је то и учинио 29. јануара, чиме ће се избори одржати 16. марта.
- Избори за народне посланике Републике Србије 2012.

- Четрдесет посланика никада није проговорило у Скупштини („Блиц“, 8. јул 2013)